# شویهوف (ناحیه کلاتووی)
شویهوف (به چکی: Švihov) یک منطقهٔ مسکونی و شهرستان دارای شهرک سابقاً روستا در جمهوری چک است که در ناحیه کلاتووی واقع شده‌است. شویهوف ۱٬۶۹۳ نفر جمعیت دارد.